# Poa cookii
Poa cookii är en gräsart som först beskrevs av Joseph Dalton Hooker, och fick sitt nu gällande namn av Joseph Dalton Hooker. Poa cookii ingår i släktet gröen, och familjen gräs. Inga underarter finns listade i Catalogue of Life.